# Idarucizumab
L'idarucizumab è un frammento di anticorpo monoclonale umanizzato con caratteristiche strutturali simili alla trombina ma con un'affinità per il dagibatran 350 volte superiore.

## Storia
Idarucizumab è stato approvato per la prima volta negli Stati Uniti nell'ottobre 2015 per l'uso in pazienti adulti trattati con dabigatran etexilato, quando è necessario un rapido annullamento dei suoi effetti anticoagulanti per interventi chirurgici di emergenza/procedure urgenti o in caso di sanguinamento pericoloso per la vita o incontrollato. Sono state presentate domande di approvazione in Canada e nell'UE, dove ha ricevuto un parere positivo dal Comitato per i medicinali per uso umano dell'Agenzia europea per i medicinali.
Lo sviluppo dell'idarucizumab è iniziato immunizzando i topi con apteni derivati dal dabigatran, accoppiati a proteine trasportatrici, per produrre anticorpi contro il dabigatran. Gli studi preliminari sono stati invece condotti su volontari sani, su persone anziane e su pazienti con insufficienza renale. Uno studio di fase III, il RE-VERSE AD, sponsorizzato dalla azienda produttrice, ha dimostrato l'efficacia del farmaco in setting clinici di emergenza.

## Farmacologia e tossicologia
Generalmente disponibile come una soluzione leggermente giallastra che deve essere conservata ad una temperatura compresa tra 2 °C e 8 °C, e non deve esser mischiata con altri farmaci.

### Farmacocinetica
L'infusione endovenosa di almeno 2 g in 5 min di idarucizumab determina un'immediata, completa e prolungata inibizione dell'effetto del dabigatran senza rilevanti effetti collaterali né effetti procoagulanti. L'elevata affinità corrisponde a un rapido inizio dell'attività di inversione, accompagnato da un lento rilascio, portando a un legame quasi irreversibile tra idarucizumab e dabigatran.
Idarucizumab raggiunge la concentrazione plasmatica di picco circa cinque minuti dopo la fine dell'infusione, suggerendo che sia immediatamente disponibile nel plasma per legarsi al dabigatran. Ha un volume di distribuzione di circa 0,06 L/kg, simile al volume sanguigno, e circola prevalentemente nel plasma. Il legame del dabigatran con l'idarucizumab nel plasma avviene tramite complessi stechiometrici 1:1, determinando una diminuzione delle concentrazioni di dabigatran libero nel plasma e la successiva ridistribuzione del dabigatran dal compartimento extravascolare nel plasma. Questo processo continua finché l'idarucizumab libero è disponibile nel plasma, terminando solo quando tutto il dabigatran è legato o finché tutto l'idarucizumab è saturato con dabigatran.
Nei volontari sani con normale funzionalità renale, le concentrazioni plasmatiche di idarucizumab diminuiscono in modo bifasico, con un'emivita media iniziale di circa 45 minuti e un'emivita media geometrica iniziale di 4,5 – 8,1 ore. Dopo 4 ore dalla somministrazione di dosi di idarucizumab pari o superiori a 600 mg, rimane meno del 5% della concentrazione di picco. L'eliminazione di idarucizumab avviene principalmente per via renale, con la maggior parte dell'escrezione che si verifica entro le prime quattro ore dalla somministrazione. Il principale meccanismo di eliminazione renale di idarucizumab si ritiene sia il catabolismo renale.

### Farmacodinamica
L'idarucizumab è un antagonista specifico del dagibatran. Il legame dell'idarucizumab con il dabigatran è mediato da interazioni idrofobiche, un ponte salino e legami a idrogeno, risultando in un'alta affinità per il dabigatran, circa 350 volte superiore rispetto all'affinità del dabigatran per la trombina. Idarucizumab si lega sia al dabigatran libero sia al dabigatran legato alla trombina.
Idarucizumab è strutturalmente simile alla trombina, tuttavia la sua specificità è esclusiva per il dabigatran, poiché non si lega alla trombina o ai suoi substrati fattore V, VIII, XIII, recettore-1 attivato dalla proteasi, proteina C o fattore di von Willebrand. Non attiva le piastrine né converte il fibrinogeno in fibrina, né mostra un'attività simile a quella della trombina. Aggiunto al plasma in vitro non ha influenzato la coagulazione, come misurato dal test del tempo di trombina diluito (dTT), e non ha ridotto il tempo di coagulazione del plasma impoverito di protrombina.

### Effetti del composto e usi clinici
Il composto previene il legame di dagibatran con la trombina neutralizzandone l'effetto anticoagulante.

### Controindicazioni ed effetti collaterali
Gli effetti collaterali più comuni sono: costipazione, cefalea e nausea. Sono stati inoltre riportati casi di reazioni allergiche (broncospasmo, febbre, iperventilazione, prurito, rash) e tromboembolia.